# Estación de El Clot (Valencia)
El Clot es una estación de la línea 2 de Metrovalencia.
Se encuentra en la urbanización Clot de Navarrete, en el término municipal de Ribarroja del Turia.
Por obras de duplicación de vía en Fuente del Jarro, del 28 de marzo al 24 de diciembre de 2024, permaneció suspendido el servicio en el tramo Llíria-Paterna.